# Данилова, Дина Александровна
Дина Александровна Данилова (родилась 29 июля 1990 года) — российская футболистка (игрок в мини-футбол, футзал и пляжный футбол), универсал.

## Биография
Выпускница Московского политеха (окончила магистратуру по направлению «Менеджмент»), выступала за футзальную команду «Торпедо-МАМИ». В сезоне 2013—2014 в студенческом чемпионате России (женский высший дивизион) в 4 матчах забила 7 голов за команду МАМИ. В составе «Торпедо-МАМИ» выиграла студенческий чемпионат Европы в 2017 году.
Известна по играм за мини-футбольный клуб «Мосполитех», в сезоне 2018/2019 была признана лучшей нападающей чемпионата России. В сезоне 2023/2024 сыграла 34 матча (30 в чемпионате России и 4 в Кубке России), забила 10 голов (8 в чемпионате, два в Кубке), отдала 7 голевых передач (6 в чемпионате, одну в Кубке), получила 5 жёлтых карточек (4 в чемпионате, одну в Кубке). С командой дошла до полуфинала Кубка России в том сезоне, проиграв клубу «Лагуна-УОР». Также играла за пляжную футбольную команду «Мосполитех», сыграв в 2019 году 5 матчей в чемпионате России.
За женскую сборную по мини-футболу дебютировала 18 октября 2012 года в матче против Ирана, который завершился победой россиянок 3:1. всего сыграла 53 матча и забила 8 голов. Выступала на экспериментальном чемпионате мира 2015 года, стала серебряным призёром в составе сборной России. Бронзовый призёр чемпионата Европы 2019 года (в отборочном цикле забила 2 гола в 3 матчах).
Тренер клуба «Легендс Парк».